# Congress for Democratic Change
Der Congress for Democratic Change (Kürzel CDC, deutsch Kongress für Demokratischen Wandel) ist eine liberianische politische Partei, welche von den Anhängern der Präsidentschaftskandidatur von George Weah 2005 gebildet wurde.
In den Wahlen vom 11. Oktober 2005 stellte Weah  in der Umfrage für die Präsidentschaftswahlerstmals 28,3 % der Stimmen. Er wurde von Ellen Johnson Sirleaf von der Unity Party besiegt – in der Stichwahl vom 8. November gewann er 40,6 % der Stimmen im Vergleich zu Johnson-Sirleaf mit 59,4 % Stimmanteil.
Die Partei gewann 3 Sitze im liberianischen Senat und 15 im Repräsentantenhaus Liberias und ist somit die größte Oppositionspartei des Landes.
Parteivorsitzender ist mit Stand Februar 2018 Nathaniel McGill.

## Wahlergebnisse
| Jahr | Präsidentschaftswahl                           | Repräsentantenhaus | Senat |
| ---- | ---------------------------------------------- | ------------------ | ----- |
| 2005 | George Weah (40,6 %) (Wahl)                    | 15/64              | 3/30  |
| 2011 | Winston Tubman (9,3 %) (Wahl)                  | 11/73              | 3/30  |
| 2014 | –                                              | –                  | 2/15  |
| 2017 | George Weah (61,5 %) (Wahl)                    | 21/73              | –     |
| 2023 | George Weah (43,8 % im ersten Wahlgang) (Wahl) | 25/73              | 6/30  |